# Conseil national de la Révolution algérienne
Ne doit pas être confondu avec Conseil de la Révolution.
Assemblée constituante
Le Conseil national de la Révolution algérienne (CNRA) est créé lors du congrès de la Soummam du FLN. Il est l'organe suprême du FLN durant la guerre d'indépendance. Le CNRA est seul habilité à prendre des décisions d'orientation politique, militaire, économique et sociale. Le CNRA désigne les membres du Comité de coordination et d'exécution (CCE).

## Histoire

### Création
À sa création en août 1956, lors du congrès de la Soummam, le CNRA comprend trente-quatre membres, dix-sept titulaires et dix-sept suppléants. Les statuts adoptés précisent que le CNRA  est « l'organisme suprême de la révolution algérienne, (...), directeur de la guerre de libération nationale, détenteur de la souveraineté du peuple algérien, et, à ce titre, constituant provisoire et organisme politique dirigeant du FLN » et qu'il  « se prononce sur le cessez-le-feu à la majorité des quatre cinquièmes des membres présents ou représentés ».

### Réunion d'août 1957
La réunion du CNRA tenue au Caire le 27 août 1957 adopte le rapport d'activités du CCE. Le CNRA s'« attache à détricoter l’essentiel des dispositifs du Congrès de la Soummam » en adoptant notamment une nouvelle résolution qui stipule que tous ceux qui participent à la lutte de libération, avec ou sans uniforme, sont égaux. En conséquence il n'y a pas de primauté du politique sur le militaire ni de différence entre l'intérieur et l'extérieur. Le CNRA acte l’élargissement du Comité qui passe de 34 à 54 membres, tous titulaires désormais,  et le CCE passe de cinq à neuf dirigeants. 

### Réunion d'août 1961
Le CNRA se réunit à Tripoli du 9 au 27 août 1961, pour débattre des négociations des Accords d'Évian et de l’organisation du pouvoir. Il exclut Ferhat Abbas de la présidence du GPRA, et nomme Benyoucef Benkhedda à la place. 

### Réunion de février 1962
Le CNRA se réunit à Tripoli du 11 au 18 février 1962 ; le GPRA présente un rapport sur l'accord préliminaire des Rousses, le CNRA l'approuve à l'unanimité et donne son accord pour la poursuite des négociations. 

### Réunion de mai-juin 1962
Le CNRA se réunit à Tripoli du 25 mai au 6 juin 1962 ; au premier point de l'ordre du jour, le CNRA approuve à l'unanimité les accords d'Évian. À l'entame du deuxième point, la désignation d'un bureau politique, l'ambiance est surchauffée. Pour calmer les esprits, Omar Boudaoud, président de la séance, suspend les travaux en annonçant qu'ils reprendraient le lendemain. Depuis ce jour-là, le CNRA ne s'est jamais réuni de nouveau.

## Membres
Les membres du  CNRA répertoriés comme membres à sa création, sont marqués d'un (*) pour les titulaires et d'un (**) pour les suppléants.
- Mohamed Seddik Ben Yahia (**), président
- Omar Boudaoud, premier assesseur
- Ali Kafi, second assesseur
- Abane Ramdane (*)
- Mostefa Ben Boulaïd (*)
- Aïssat Idir  (*)
- Saïd Mohammedi (**)
- Mohamed Boudiaf (*)
- Hocine Aït Ahmed (*)
- Saad Dahlab (**)
- Lakhdar Bentobal (**)
- Krim Belkacem (*)
- Benyoucef Benkhedda (*)
- Ahmed Ben Bella (*)
- Larbi Ben M'hidi (*)
- Rabah Bitat (*)
- Mohamed Lamine Debaghine (*)
- Slimane Dehilès
- M'Hamed Yazid (*)
- Mohamed Khider (*)
- Ferhat Abbas (*)
- Mohand Ameziane Yazourene
- Lakhdar Bouregaa
- Boualem Bessaih
- Lamine Khene
- Zighout Youssef (*)
- Bachir Chihani (**)
- Slimane Oujlis (**)
- Abdelhafid Boussouf (**)
- Ali Mellah (Si-Cherif) (**)
- Mohamed El-Yajouri (**)
- Ahmed Francis (**)
- Brahim Mezhoudi (**)
- Abdelhamid Mehri (**)
- Tewfik El Madani (*)
- Ismaïl Mahfoud[10]
- Amar Ouamrane (*)
- Abdelmalek Temmam (**)[11]
- Tayeb Thaâlibi (alias Si Allal) (**)[12]
- Ali Haroun

- Ali Mendjeli